# جاك ريال
جاك ريال (بالإنجليزية: Jack Real)‏ هو مهندس فضاء جوي ومهندس أمريكي، ولد في 31 مايو 1915 في كالوميت في الولايات المتحدة، وتوفي في 6 سبتمبر 2005 في Mission Hills, Santa Barbara County, California ‏ في الولايات المتحدة.